# Trois-Puits
Trois-Puits é uma comuna francesa na região administrativa do Grande Leste, no departamento de Marne. Estende-se por uma área de 11.29 km², e possui 291 habitantes, segundo o censo de 2018, com uma densidade de 26 hab/km².